# نورمان ر. هاميلتون
نورمان ر. هاميلتون (بالإنجليزية: Norman R. Hamilton)‏ هو صحفي وسياسي أمريكي، ولد في 13 نوفمبر 1877 في بورتسموث في الولايات المتحدة، وتوفي في 26 مارس 1964 في نورفولك في الولايات المتحدة. حزبياً، نشط في الحزب الديمقراطي. وقد انتخب عضو مجلس نواب الولايات المتحدة عن ولاية فرجينيا وانتخب عضو مجلس النواب الأمريكي.